# Harnorgan

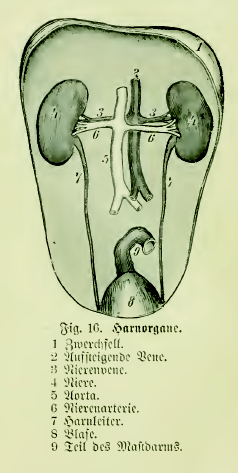
Harnorgane (Abbildung aus Die Frau als Hausärztin, 1911)

Die Harnorgane (lateinisch Organa urinaria) sind eine Gruppe von Organen, die der Bildung und Ausscheidung des Urins (Syn. Harn) dienen. Zusammen mit den Geschlechtsorganen werden die Harnorgane zum Organsystem Harn- und Geschlechtsapparat (Syn. Urogenitaltrakt oder Urogenitalsystem) zusammengefasst.
Zu den Harnorganen gehören bei den Wirbeltieren:
- Niere (lat. Ren, griech. Nephros)
- Harnleiter (Ureter)
- Harnblase (Vesica urinaria), nicht bei allen Wirbeltieren ausgebildet
- Harnröhre (Urethra), nicht bei allen Wirbeltieren ausgebildet

Ab der Niere werden diese Organe als Harnwege zusammengefasst. Bei den Wirbellosen übernehmen verschiedene Formen der Nephridien diese Aufgabe.